# Ingrid Schwienke
Ingrid Schwienke (* 10. April 1948 in Berlin) ist eine ehemalige deutsche Hörspiel- und Synchronsprecherin sowie Theater- und Filmschauspielerin der DDR.

## Leben
Ingrid Schwienke war in den 1970er und 1980er Jahren als Theater- und Filmschauspielerin tätig, so spielte sie in mehreren Schwänken des Fernsehens der DDR. Ab 1976 war sie auch als Hörspiel- und Synchronsprecherin beim Rundfunk der DDR. Nach der deutschen Wiedervereinigung war sie noch bis Ende der 1990er Jahre als Synchronsprecherin aktiv, insgesamt sprach sie über 100 Rollen ein.

## Filmografie
- 1971: Anlauf
- 1972: Glück auf Zuweisung
- 1981: Der Staatsanwalt hat das Wort (Fernsehserie, eine Folge)
- 1982: Benno macht Geschichten
- 1982: Der Zeigefinger des Chefs
- 1982: Der blaue Oskar
- 1984: Pension Butterpilz – Das Freizeitparadies